# Ochrochernes modestus
Ochrochernes modestus es una especie de arácnido del orden Pseudoscorpionida de la familia Chernetidae.

## Distribución geográfica
Se encuentra en Nicobar (India).